# 1837
1837 (MDCCCXXXVII) var ett normalår som började en söndag i den gregorianska kalendern och ett normalår som började en fredag i den julianska kalendern.

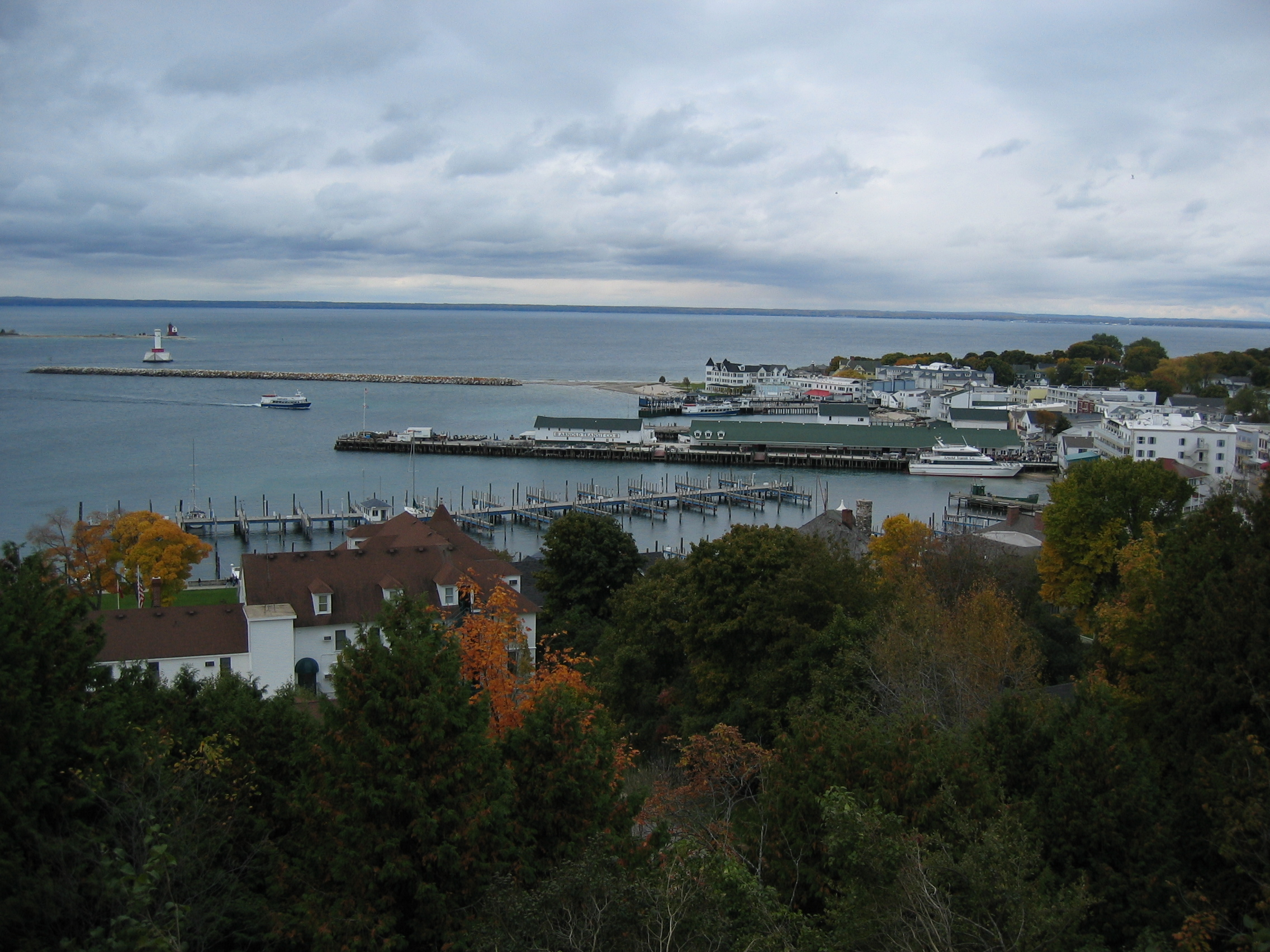
Michigan.

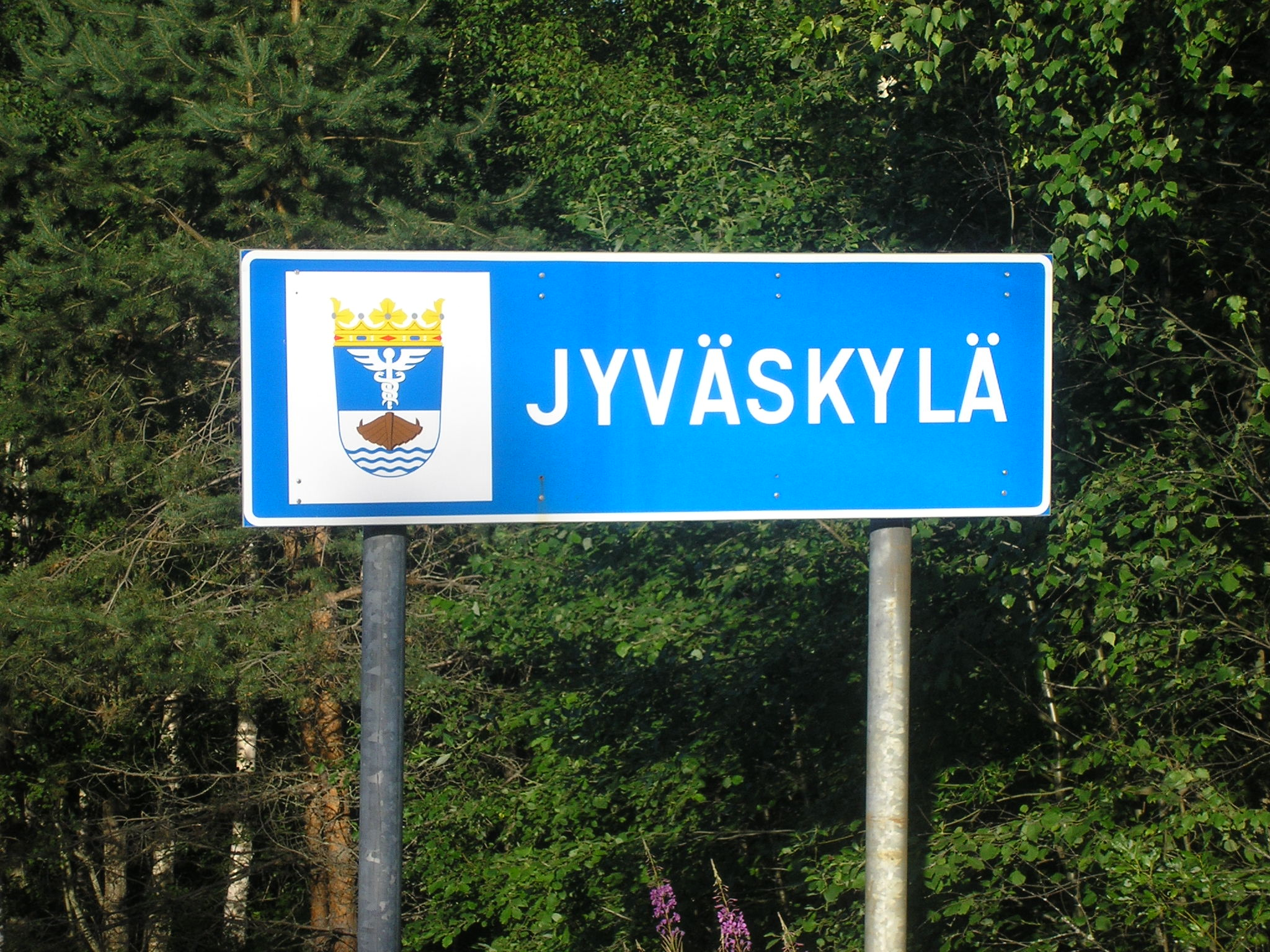
Jyväskylä.

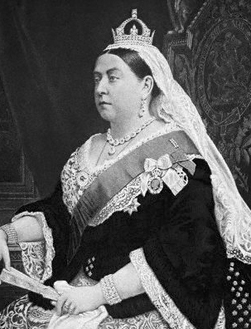
Viktoria I av Storbritannien

## Händelser

### Januari
- 4 januari – Morgontidningen Nya Wermlands-Tidningen börjar utkomma i Sverige.[1]
- 26 januari – Michigan blir den 26:e delstaten att ingå i den amerikanska unionen.[2]

### Mars
- 4 mars
  - Martin Van Buren svärs in som USA:s 8:e president.
  - Richard Johnson blir USA:s nye vicepresident
  - Chicago stad i Illinois, USA inkorporeras.
- 22 mars – Jyväskylä i Mellersta Finland får stadsprivilegier.

### April
- 11 april – Svenska nykterhetssällskapet bildas och blir ett gemensamt organ för Sveriges nykterhetssällskap.[3]

### Maj
- 1 maj – Det svenska optiska telegrafnätet öppnas för allmän korrespondens, vilket blir världens första statligt producerade teletjänst för allmänheten.

### Juni
- 5 juni – Houstons stad i Texas inkorporeras.[4]
- 20 juni – När den brittiske kungen Vilhelm IV dör har han inga egna arvingar, så i stället blir hans brorsdotter Viktoria regerande drottning av Storbritannien. Hon kommer att få den längsta regeringstiden av alla brittiska monarker (hon dör först 1901, efter 63 år på tronen) och ge namn åt den viktorianska eran.

### Juli
- Juli – Immanuel Nobel, som råkat i finansiell kris i Sverige, beger sig med familjen till Ryssland, för att söka lyckan där.

### Okänt datum
- Den svenska fattigvårdskommittén tillsätts. Utredningen för samman frågor om fattigvård, skola och kommunalt självstyre.
- Genom utgivningen av Bevis att Napoleon aldrig har existerat grundar Adolf Bonnier Albert Bonniers Förlag.
- Lundastudenter vandrar över det frusna Öresund och förbrödras i danska Studenterforeningen.
- John Ericsson tar patent på fartygspropellern.
- Paniken 1837 - en finansiell kris i USA som ledde till en mångårig recession.
- Aborigines' Protection Society bildas i Storbritannien.

## Födda

### Första kvartalet

#### Januari
- 2 januari – Milij Balakirev, rysk kompositör och dirigent. (död 1910)
- 12 januari – Adolf Jensen, tysk kompositör. (död 1879)
- 17 januari – François Lenormant, fransk arkeolog. (död 1883)
- 26 januari – Olof Rönnberg, svensk politiker. (död 1895)
- 28 januari – Addison G. Foster, amerikansk republikansk politiker och affärsman, senator 1899–1905. (död 1917)

#### Februari
- 5 februari – Dwight Lyman Moody, amerikansk predikant. (död 1899)
- 7 februari – Emilio Wilhelm Ramsøe, dansk kompositör och dirigent. (död 1895)
- 9 februari – Charles F. Manderson, amerikansk republikansk politiker, senator 1883–1895. (död 1911)
- 14 februari – Josef Durm, tysk arkitekt. (död 1919)
- 17 februari – Pierre Auguste Cot, fransk målare. (död 1883)
- 22 februari – Johan Eric Ericsson, svensk lantbrukare och liberal politiker. (död 1910)

#### Mars
- 14 mars – Charles Ammi Cutter, amerikansk bibliotekarie. (död 1903)
- 18 mars – Grover Cleveland, amerikansk politiker, USA:s president 1885–1889 och 1893–1897. (död 1908)
- 22 mars – Virginia di Castiglione, italiensk agent, känd för sitt förhållande med Napoleon III och sin roll i fotografins historia. (död 1899)
- 23 mars – Richard A. Proctor, brittisk astronom och populärvetenskaplig författare. (död 1888)
- 28 mars – Jacob H. Gallinger, amerikansk republikansk politiker, senator 1891–1918. (död 1918)

### Andra kvartalet

#### April
- 5 april – Algernon Swinburne, brittisk poet. (död 1909)
- 17 april – J.P. Morgan, amerikansk finansman. (död 1913)
- 26 april – Henry Charlton Bastian, engelsk läkare. (död 1915)
- 27 april – Cheorin, koreansk drottning och regent. (död 1878)

#### Maj
- 5 maj – Anna Maria Mozzoni, grundaren av den italienska kvinnorörelsen. (död 1920)
- 6 maj – Lyman R. Casey, amerikansk republikansk politiker, senator 1889–1893. (död 1914)
- 8 maj – Alphonse Legros, fransk-engelsk konstnär. (död 1911)
- 9 maj – Adam Opel, tysk fabrikör, grundare av Opel. (död 1895)
- 22 maj – Aaron T. Bliss, amerikansk republikansk politiker, kongressledamot 1889–1891, guvernör i Michigan 1901–1905. (död 1906)
- 23 maj – Józef Wieniawski, polsk pianist. (död 1912)
- 27 maj – Wild Bill Hickok, legendomspunnen revolverman i vilda västern. (död 1876)
- 28 maj – Samuel D. McEnery, amerikansk jurist och politiker, senator 1897–1910. (död 1910)

#### Juni
- 3 juni – Franz Bücheler, tysk filolog. (död 1908)
- 4 juni – Jean-Louis Pascal, fransk arkitekt. (död 1920)

### Tredje kvartalet

#### Juli
- 4 juli – Carolus-Duran, fransk målare och skulptör. (död 1917)
- 12 juli – Jacob Jonathan Aars, norsk skolman. (död 1908)
- 19 juli – Georg Bühler, tysk-indisk filolog och epigrafiker. (död 1898)

#### Augusti
- 5 augusti – Anna Filosofova, grundaren av den ryska kvinnorörelsen. (död 1912)
- 11 augusti – Sadi Carnot, fransk statsman, Frankrikes president 1887–1894. (död 1894)
- 22 augusti – Gustaf Dalström, svensk ingenjör. (död 1906)
- 24 augusti – Adolf von Wilbrandt, tysk författare. (död 1911)
- 28 augusti – William Campbell Preston Breckinridge, amerikansk politiker, kongressledamot 1885–1895. (död 1904)

#### September
- 18 september – Ewald Ährling, svensk skolman och Linné-forskare. (död 1888)
- 24 september – Mark Hanna, amerikansk industrialist och republikansk politiker, senator 1897–1904. (död 1904)

### Fjärde kvartalet

#### Oktober
- 12 oktober
  - Axel Cederberg, svensk ingenjör och politiker. (död 1913)
  - Preston B. Plumb, amerikansk republikansk politiker, senator 1877–1891. (död 1891)
- 13 oktober – Carl Nordenfelt, svensk borgmästare och politiker. (död 1911)

#### November
- 15 november – Afrikan Spir, rysk filosof. (död 1890)
- 22 november – Franklin MacVeagh, amerikansk bankman och politiker, USA:s finansminister 1909–1913. (död 1934)
- 23 november – Johannes Diderik van der Waals, nederländsk fysiker, nobelpristagare. (död 1923)
- 28 november – John Wesley Hyatt, amerikansk uppfinnare. (död 1920)

#### December
- 4 december – Gotthard Werner, svensk tecknare och historiemålare. (död 1903)
- 6 december – Alexandra Frosterus-Såltin, finländsk målare och illustratör. (död 1916)
- 7 december – Abiram Chamberlain, amerikansk republikansk politiker, guvernör i Connecticut 1903–1905. (död 1911)
- 12 december – Rufus E. Lester, amerikansk demokratisk politiker, kongressledamot 1889–1906. (död 1906)
- 14 december – Albrecht Schrauf, österrikisk mineralog. (död 1897)
- 24 december – Elisabeth, österrikisk kejsarinna och drottning av Ungern. (död 1898)
- 25 december – Cosima Wagner, dotter till Franz Liszt. (död 1930)
- 26 december – George Dewey, amerikansk sjömilitär. (död 1917)
- 30 december – Fredric Pettersson i Tjärsta, svensk arrendator och riksdagspolitiker. (död 1907)

## Avlidna

### Första kvartalet

#### Januari
- 20 januari – John Soane, 83, brittisk arkitekt.
- 29 januari – Aleksandr Pusjkin, 37, rysk författare.

#### Februari
- 6 februari – Johan Anders Wadman, 59, svensk författare.
- 7 februari – Gustav IV Adolf, 58, kung av Sverige 1792–1809 (myndig 1796).
- 19 februari – Georg Büchner, 23, tysk författare, revolutionär, filosof, läkare och zoolog.

#### Mars
- 31 mars – John Constable, 60, brittisk målare.

### Andra kvartalet

#### April
- 12 april – Abner Lacock, 66, amerikansk politiker, senator 1813–1819.
- 20 april – Reinhard Woltmann, 79, tysk vattenbyggnadsingenjör.
- 30 april – Luise Eleonore av Hohenlohe-Langenburg, 73, hertiginna och regent av Sachsen-Meiningen.

#### Maj
- 20 maj – Johan Afzelius, 83, svensk kemist.
- 24 maj – Gustaf Lagerbielke, 60, hovkansler, statsråd, ledamot av Svenska Akademien från 1810.

#### Juni
- 2 juni – Johan Gustaf Liljegren, 46, svensk riksantikvarie, riksarkivarie och kansliråd.
- 20 juni – Vilhelm IV, 71, kung av Storbritannien sedan 1830.

### Tredje kvartalet

#### Juli
- 9 juli – Job von Witzleben, 53, preussisk militär.

#### Augusti
- 10 augusti – John Williams, 59, amerikansk militär, diplomat och politiker, senator 1815–1823.
- 20 augusti – Bengt Franc-Sparre, 63, svensk greve och generallöjtnant.
- 22 augusti – Joseph Kerr, amerikansk politiker, senator 1814–1815.
- 29 augusti – John Brown, 79, amerikansk politiker, senator 1792–1805.

#### September
- 12 september – Friedrich August Rosen, 32, tysk sanskritist.
- 25 september – Isham Talbot, amerikansk politiker, senator 1815–1819 och 1820–1825.
- 28 september – David Barton, 53, amerikansk politiker, senator 1821–1831.

### Fjärde kvartalet

#### Oktober
- 5 oktober – Hortense de Beauharnais, 54, drottning av Kungariket Holland.
- 9 oktober – Oliver H. Prince, 55, amerikansk politiker, advokat och publicist, senator 1828–1829.
- 17 oktober – Johann Nepomuk Hummel, 58, österrikisk kompositör.

#### November
- 4 november – Jean-Louis Alibert, 69, fransk läkare.
- 24 november – Joseph Kent, 58, amerikansk politiker.

#### December
- 21 december – James De Wolf, 73, amerikansk slavhandlare och politiker, senator 1821–1825.
- December – Anne Pépin, senegalesisk signara.

### Fotnoter
1. ↑  Nya Wermlands-Tidningen Arkiverad 23 augusti 2014 hämtat från the Wayback Machine.
2. ↑  World Statesmen (läst 3 april 2011)
3. ↑  Blå boken 1933
4. ↑  McComb, David G. (19 januari 2008). ”Houston, Texas”. Handbook of Texas Online. http://www.tshaonline.org/handbook/online/articles/hdh03. Läst 1 juni 2008.